# Loben Maund
Loben Edward Harold Maund (né le 26 septembre 1892 à Hemel Hempstead et mort le 18 juin 1957 à Fittleworth (en)) est un contre-amiral de la Royal Navy qui a servi durant la Première et à la Seconde Guerre mondiale. Il est le commandant du porte-avions HMS Ark Royal durant son naufrage lors du dernier conflit, puis sert dans les Combined Operations où il participe activement au développement d'embarcations de débarquement.